# وزارت دارایی (اوکراین)
وزارت دارایی (اوکراینی: Міністерство фінансів України)یک سازمان اجرایی مرکزی در اوکراین است که وظیفه توسعه و اجرای سیاست های مالی و بودجه ملی، و تعریف سیاست های ملی در گمرکات و مالیات را بر عهده دارد. وزارتخانه موظف است اطمینان حاصل کند که دولت منابع کافی برای انجام وظایف خود دارد و سیاست های مالی باعث رشد اقتصادی می شود.